# Instantprodukt

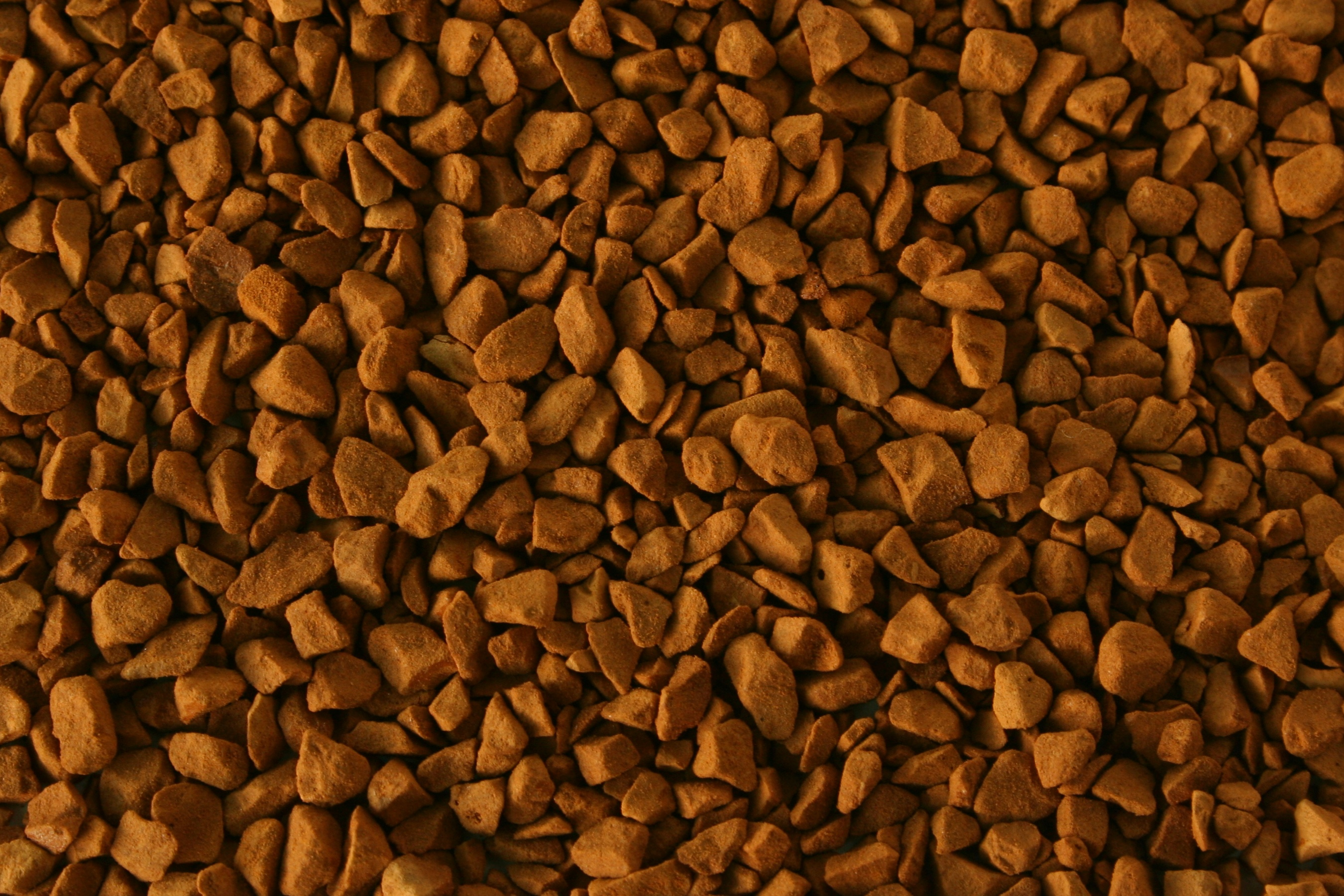
Gefriergetrockneter Instantkaffee

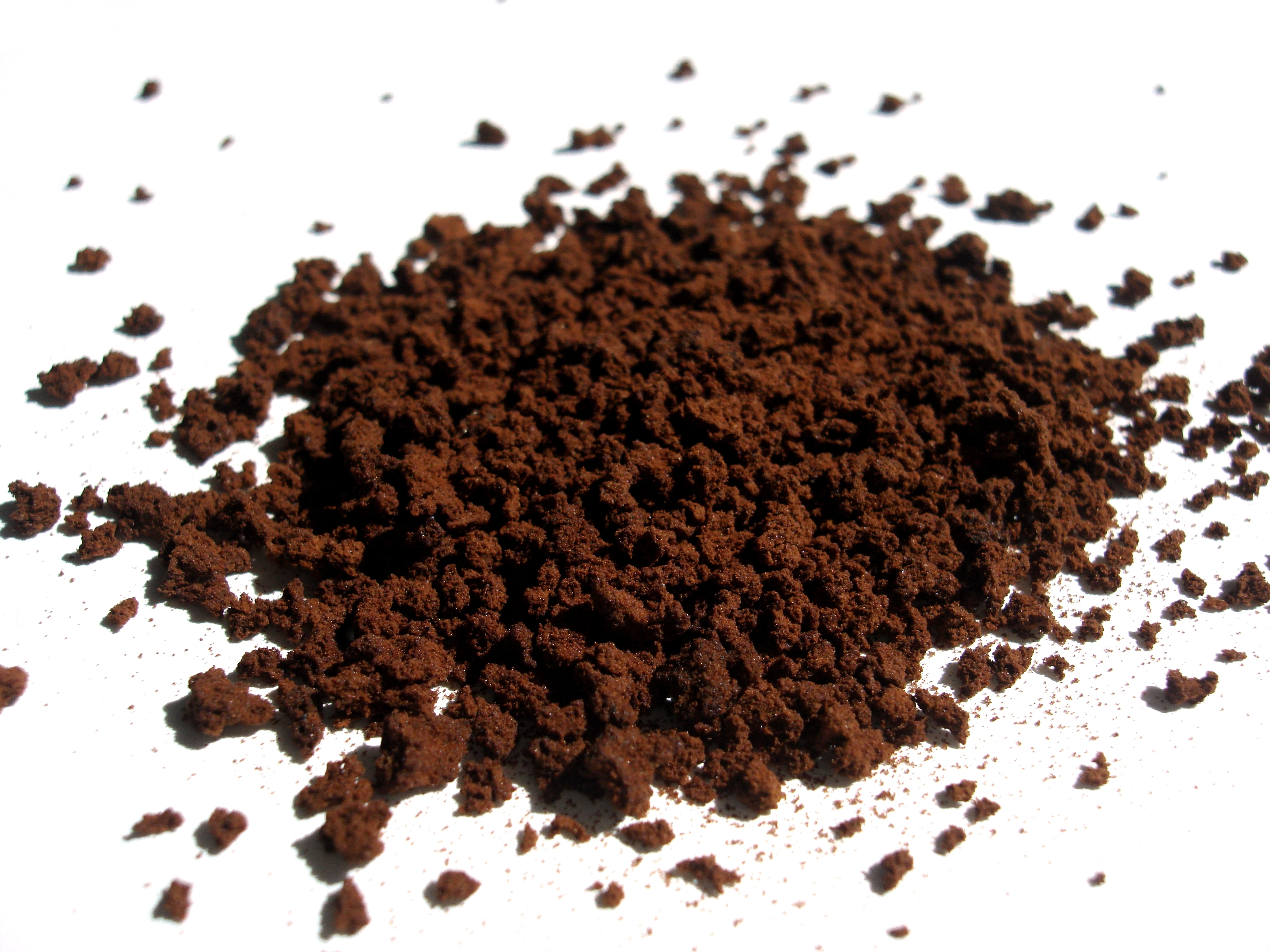
Lösliches Kaffeepulver (Agglomerat)

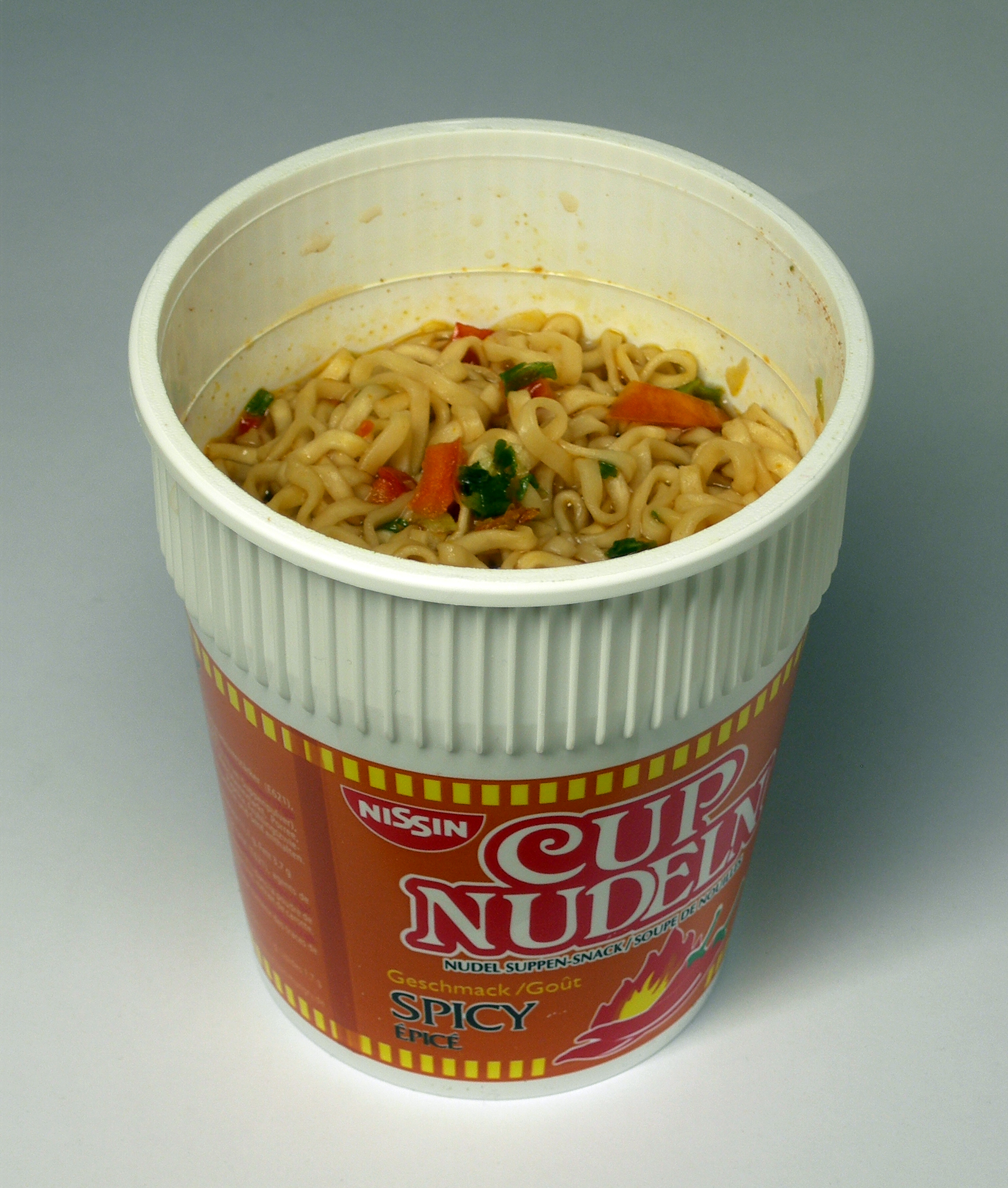
Zubereitete Instant-Nudelsuppe

Als Instantprodukte werden halbfertige Lebensmittel bezeichnet, die in der Regel aus Pulver, Granulat oder getrockneten Zutaten bestehen und die mit einer kalten oder warmen Flüssigkeit angerührt werden. Das Garen bei der Zubereitung entfällt. Die Produkte sind sofort löslich und neigen nicht zum Klumpen.

## Wortherkunft
Das Eigenschaftswort instant [ɪnstənt], welches im Deutschen „sofort“ oder „unmittelbar“ bedeutet, ist ein Lehnwort aus der englischen Sprache. Es kommt ursprünglich aus dem Lateinischen instans (für „bevorstehend“) und findet sich im Deutschen auch als physikalisches Fachwort instantan mit der Bedeutung „auf den (Mess-)Moment bezogen“.

## Produkte
Der Begriff Instantprodukt wurde zunächst eher selten und nur in Verbindung mit Pulver benutzt. Im Gefolge der industriellen Revolution, die sich auch im Bereich der Lebensmittelindustrie rasant entwickelte, wurde durch spezielle Verfahrenstechniken wie Gefrier- oder Walzentrocknung zunächst Produkte wie z. B. löslicher Kaffee, löslicher Tee, Instantsuppe, Pudding oder Kakao hergestellt. Die Bezeichnung Instant- steht hier für die Eigenschaft, dass die Ware nur noch mit einer, je nach Verwendungszweck, kalten, warmen oder heißen Flüssigkeit vermengt werden muss, und innerhalb kürzester Zeit ein fertiges trink- oder essbares Produkt entsteht.
In der neueren Zeit, in der durch die Verbreitung von Tiefkühlkost und Mikrowellenherd für die Zubereitung von Speisen weniger Zeit aufgewendet wird, konnten durch immer raffiniertere Methoden bei der Herstellung nun auch komplette Mahlzeiten innerhalb von ein bis drei Minuten bereitet werden. Die Darreichungsform beschränkt sich dabei nicht mehr nur auf Pulver, sondern beispielsweise Gemüse, zu Pellets gepresst, können im weiteren Sinne ebenfalls zu den Instantprodukten gezählt werden. Ebenso fällt hydrothermisch behandeltes Getreide darunter, da es sofort nach der Erwärmung mit Wasser gegessen werden kann, z. B. HT-Gerste und HT-Graupen.

## Andere Begriffe
Oft wird für Instantpulver, welches für die Herstellung von Getränken verwendet wird, der Begriff Getränkepulver verwendet.

## Einzelbelege
1. 1 2  instant. (Memento vom 15. September 2016 im Internet Archive), In: duden.de, Duden, Langenscheidt (englisch-deutsch), 2015, abgerufen am 27. März 2022.
2. ↑  instant – Duden, Bibliographisches Institut; 2016
3. ↑  instantan – Duden, Bibliographisches Institut; 2016